# Allylaceton
Allylaceton ist eine γ-δ-ungesättigte Carbonylverbindung.

## Darstellung
Eine mögliche Synthese beruhend auf Carbonylchemie ist die nukleophile Substitution von Allylchlorid mit Acetessigester. Das Zwischenprodukt muss verseift und decarboxyliert werden, um das Allylaceton zu erhalten.
Eine Synthese durch oxy-Cope-Umlagerung von Allylisoallylether wäre denkbar, jedoch sind die Edukte Acetessigester und Allychlorid verhältnismäßig wohlfeil und der benannte Ether nicht, weswegen kaum Literatur hierzu gefunden werden kann.

## Verwendung
Allylaceton kann als Präkursor für Acetonylaceton verwendet werden. Auch wurde es eingesetzt, um mittels Seleno-Cyclisierung anellierte bicyclische Hydantoine zu synthetisieren.